# 有線テレビみすみ
有線テレビみすみ（ゆうせんテレビみすみ、YTM）は旧・山口県大津郡三隅町にあった町営の有線テレビ局。市町村合併に伴い、現在は長門市ケーブルテレビ（ほっちゃテレビ）三隅支局として放送している。YTM時代はインターネット接続事業を行っていなかったが、ほっちゃテレビ支局となってからはインターネット接続事業を行っている。

## 概要
- 1997年（平成9年）2月4日 試験放送開始
- 1997年（平成9年）5月29日 本放送開始
- 2003年（平成15年）3月22日 三隅町と旧・長門市など1市3町の合併により新・長門市が誕生したことによりケーブルテレビ事業を長門市ケーブルテレビに承継、ほっちゃテレビ三隅支局となる。

## 主な放送チャンネル
以下はYTM時代のチャンネル構成であるが、2006年時点でも基本的に従前のままとなっている。これは、ほっちゃテレビ（本局）とはチャンネル順序が大きく異なり機器の設定変更等が大規模になることや、機器整備に当たって農林水産省所管の補助金を受け入れたことからグリーンチャンネル（アグリネット）により農林水産情報を放映する必要があったためなどが挙げられる。

### テレビ局
基本チャンネル
| チャンネル | 放送局           |
| ---------- | ---------------- |
| 1          | テレビ山口       |
| 2          | 九州朝日放送     |
| 3          | 自主放送         |
| 4          | お天気チャンネル |
| 5          | 山口朝日放送     |
| 6          | テレビ西日本     |
| 8          | NHK山口総合      |
| 9          | TVQ九州放送      |
| 10         | 山口放送         |
| 11         | RKB毎日放送      |
| 12         | NHK山口教育      |

コンバータチャンネル（太字は“特別契約”が必要）
| チャンネル | 放送局                               |
| ---------- | ------------------------------------ |
| 14         | NHKBS1                               |
| 15         | NHKBS2                               |
| 16         | WOWOW                                |
| 17         | グリーンチャンネル・アグリネット     |
| 17         | グリーンチャンネル・レーシングネット |
| 18         | スペースシャワーTV                   |
| 20         | 衛星劇場                             |
| 21         | 朝日ニュースター                     |
| 22         | ムービープラス                       |
| 23         | スター・チャンネル                   |
| 29         | GAORA                                |

### ラジオ局
| 周波数(MHz) | 放送局     |
| ----------- | ---------- |
| 77.0        | CROSS FM   |
| 80.0        | FM FUKUOKA |
| 83.5        | NHK-FM     |
| 87.8        | FM AQUA    |
| 89.4        | FMY        |